# Angutit Inersimasut GM 2014
Il CocaCola GM 2014 è stata la 44.esima edizione del campionato groenlandese di calcio maschile. La fase finale della competizione si è tenuta a Nuuk (GRL) dal 4 Agosto 2014 al 9 Agosto 2014. L'edizione è stata vinta dalla B-67 per la terza volta consecutiva e undicesima nella sua storia.